# Eletica suahela
Eletica suahela es una especie de coleóptero de la familia Meloidae.

## Distribución geográfica
Habita en Tanganica y Kenia.